# Aldania namoides
Aldania namoides är en fjärilsart som beskrevs av De Nicéville 1900. Aldania namoides ingår i släktet Aldania och familjen praktfjärilar. Inga underarter finns listade i Catalogue of Life.